# Бернув (Свентокшиське воєводство)
Бернув (пол. Bernów) — село в Польщі, у гміні Ґоварчув Конецького повіту Свентокшиського воєводства.
Населення — 160 осіб (2011).
У 1975-1998 роках село належало до Радомського воєводства.

## Демографія
Демографічна структура на день 31 березня 2011 року:
|          | Загалом | Допрацездатний вік | Працездатний вік | Постпрацездатний вік |
| -------- | ------- | ------------------ | ---------------- | -------------------- |
| Чоловіки | 78      | 13                 | 54               | 11                   |
| Жінки    | 82      | 20                 | 41               | 21                   |
| Разом    | 160     | 33                 | 95               | 32                   |